# Heinrich Puchner
Heinrich Rupert Puchner (* 11. Juli 1865 in Reichenhall; † 21. Juli 1938 in München) war ein deutscher Bodenkundler und Landtechniker. 

## Leben
Puchner studierte von 1885 bis 1888 Landwirtschaft an der Technischen Hochschule München und wurde 1885 Mitglied des Corps Rheno-Palatia München. 1889 promovierte er an der Universität Leipzig mit einer Dissertation über die Kohärenz der Bodenarten. Seit 1890 arbeitete er als wissenschaftlicher Assistent bei dem Landbauwissenschaftler Ewald Wollny wieder an der Technischen Hochschule in München.
1894 übernahm Puchner eine Dozentenstelle an der Landwirtschaftlichen Centralschule (ab 1895: Königlich Bayerische Akademie für Landwirtschaft und Brauerei; ab 1930: Landwirtschaftlichen Abteilung der Technischen Hochschule München) in Weihenstephan. 1900 wurde er zum Professor ernannt. Bis zu seiner Emeritierung im Jahre 1934 vertrat er die Fächer Bodenkunde, Pflanzenbau und landwirtschaftliches Maschinenwesen. Gleichzeitig war er Leiter der Prüfstelle für landwirtschaftliche Geräte und Maschinen und seit 1925 Vorstand der neu gegründeten Landesanstalt für Landmaschinenwesen. Er veröffentlichte mehrere Beiträge über Bodenstruktur und über landwirtschaftliche Maschinen. Das 1923 erschienene, über 700 Druckseiten umfassende Buch „Bodenkunde für Landwirte ...“ gilt als sein wissenschaftliches Hauptwerk.

## Schriften
- Untersuchungen auf dem Gebiete des landwirtschaftlichen Maschinenwesens, ausgeführt von der königlich bayerischen Maschinenprüfungsstation Weihenstephan. Verlag C. A. Seyfried & Co., München 1903; Neue Folge ebd. 1909.
- Vergleichende Untersuchungen über die Kohärenz verschiedener Bodenarten. Verlag für Fachliteratur, Berlin 1913.
- Bodenkunde für Landwirte unter Berücksichtigung der Benützung des Bodens als Pflanzenstandort, Baugrund und technisches Material. Verlag Ferdinand Enke, Stuttgart 1923; 2. Auflage 1926.